# Władysław Surzyński
Władysław Surzyński (ur. 24 lutego 1906 w Tarnowie, zm. 5 sierpnia 1987 w Warszawie) – polski aktor teatralny i filmowy, dyrektor teatrów.

## Życiorys
Ukończył szkołę dramatyczną Czesława Krzyżanowskiego przy Galicyjskim Towarzystwie Muzycznym we Lwowie. W latach przedwojennych występował na scenach Lwowa, Krakowa (Teatr im. Juliusza Słowackiego w Krakowie, 1926-1929), Warszawy (Teatr Ateneum, 1930-1935), Łodzi, Torunia (Teatr Ziemi Pomorskiej, 1935-1938) i Wilna (Teatr na Pohulance, Teatr Polski).

W 1934 roku w przedstawieniu "Typ A" Marii Morozowicz-Szczepkowskiej na deskach warszawskiego Teatru Ateneum, grając rolę Parysa, wystąpił nago na scenie. Rola ta jest uznawana za pierwszy akt męski w historii polskiego teatru.
W latach II wojny światowej przebywał w Wilnie. W 1945 roku kierował tamtejszym zespołem Polskiego Teatru Dramatycznego. Występował także z koncertami, w których akompaniowała mu Wanda Stanisławska, a zapowiadała -  Hanna Skarżanka. 
Po zakończeniu walk występował najpierw w toruński Teatrze Ziemi Pomorskiej (1945), a następnie w Teatru im. Stefana Jaracza w Olsztynie i Elblągu (1945-1947) oraz Teatrze Klasycznym w Warszawie (1948). W latach 1948–1952 objął funkcję dyrektora Teatru im. Stefana Jaracza w Olsztynie. Potem powrócił do Warszawy, gdzie występował na deskach Teatru Klasycznego (1958-1963).

W 1963 roku na III Kaliskich Spotkaniach Teatralnych otrzymał nagrodę indywidualną za rolę Kanclerza Zamojskiego w przedstawieniu "Samuel Zborowski" Juliusza Słowackiego.
Oprócz gry w teatrze był cenionym recytatorem, zajmował się również komponowaniem oraz pianistyką. Kolekcjonował nagrania operowe, estradowe oraz z wystąpieniami mężów stanu.
Władysław Surzyński był osobą homoseksualną. Podczas pobytu w Wilnie był związany z Stanisławem Milskim - również aktorem. Został pochowany na Cmentarzu Komunalnym Północnym w Warszawie (kwatera W-X-9-8-13).

## Filmografia
- Młody las (1934) - von Stolpe, oficer rosyjski kontrolujący żeńskie gimnazjum
- Podhale w ogniu (1955) - Michał Jordan